# Miguel Mármol
Miguel Mármol (4 de julio de 1905 - 23 de junio de 1993) fue un activista comunista salvadoreño y fundador del Partido Comunista Salvadoreño.

## Biografía
Miguel Mármol nació el 4 de julio de 1905 en Ilopango, El Salvador. Mármol se hizo zapatero, pero cuando se produjo la Revolución de Octubre en Rusia, empezó a interesarse por la política de izquierda. En Ilopango conoció a Agustín Farabundo Martí, destacado activista salvadoreño de izquierda, y juntos fundaron la Sociedad de Trabajadores, Campesinos y Pescadores de Ilopango (SCOPI), y utilizaron como guía las ideologías de Augusto César Sandino. El 30 de marzo de 1930 fundó el Partido Comunista de El Salvador.[cita requerida]
El 22 de enero de 1932, campesinos indígenas y comunistas protagonizaron una revolución en El Salvador contra el régimen del presidente Maximiliano Hernández Martínez. Los rebeldes tomaron gran parte del oeste de El Salvador y mataron a unas 100 personas durante el primer día. En respuesta, el presidente Hernández Martínez ordenó al ejército sofocar el levantamiento por la fuerza. Los asesinatos que siguieron se conocieron como La Matanza, donde murieron entre 10.000 y 40.000 personas. Agustín Farabundo Martí fue ejecutado tras el levantamiento y Miguel Mármol fue detenido. Fue liberado y posteriormente arrestado de nuevo y liberado una vez más en 1934 mientras intentaba huir a Honduras. Mientras estaba encarcelado, el jefe de policía le dijo que seguramente iba a morir. Permaneció en El Salvador y luego llegó a ser presidente de la Alianza Nacional de Zapateros.[cita requerida]
En 1947, Mármol salió de El Salvador rumbo a Guatemala.[cita requerida] Sin embargo, se vio obligado a huir de regreso a El Salvador en 1954 debido al golpe respaldado por Estados Unidos que llevó a Carlos Castillo Armas al poder. En 1988, Mármol relató su fuga de Guatemala en una entrevista con William Bollinger y Georg M Gugelberger:

Yo era el número cinco en la lista de ejecuciones, pero la policía de Carlos Castillo Armas no pudo capturarme. Me escondí durante dos meses en territorio guatemalteco de camino hacia El Salvador, y logré salir sin que me asesinaran. La gente dice que debo estar protegido por alguna brujería que me permite ir como un ciego por la vida. La policía, por supuesto, me llama fantasma rojo porque nunca pudieron atraparme ni matarme.
-Miguel Mármol, 1988

Mármol participó en una huelga de trabajadores siderúrgicos contra el gobierno de Julio Adalberto Rivera Carballo. Huyó nuevamente de El Salvador el 13 de julio de 1980 después de recibir amenazas de muerte de varios escuadrones de la muerte salvadoreños.
Mármol regresó a El Salvador y falleció en San Salvador el 23 de junio de 1993.[cita requerida]